# Liste der Baudenkmäler in Thöningsen
Die Liste der Baudenkmäler in Thöningsen enthält die denkmalgeschützten Bauwerke auf dem Gebiet von Soest-Thöningsen in Nordrhein-Westfalen (Stand: 1. November 2019). Diese Baudenkmäler sind in der Denkmalliste der Stadt Soest eingetragen; Grundlage für die Aufnahme ist das Denkmalschutzgesetz Nordrhein-Westfalen (DSchG NRW).

## Liste
| Bild | Bezeichnung      | Lage                                          | Beschreibung | Bauzeit                               | Eingetragen seit | Denkmal- nummer |
| ---- | ---------------- | --------------------------------------------- | ------------ | ------------------------------------- | ---------------- | --------------- |
| BW   | Fachwerkspeicher | Thöningsen Willinghepperstraße 15 / 15a Karte |              | teilw. 1778, teilw. 1. Hälfte 19. Jh. | 20.06.2000       | 632             |
| BW   | Hofanlage        | Thöningsen (Ellingsen) Ellingser Weg 15 Karte |              | 18. / 19. Jh                          | 25.04.2012       | 675             |
| BW   | Hofanlage        | Thöningsen Willinghepperstraße 12 Karte       |              | Ende 19. Jh.                          | 25.04.2012       | 676             |
|      |                  | Thöningsen Schleddestraße 11                  |              | 1796                                  | 06.12.2018       | 699             |

Die Angaben zu Bauzeit und Eintragung in dieser Liste entstammen, wenn nicht anders angegeben, der für diesen Eintrag angeforderten Version der Denkmalliste vom November 2019.